# محمد مرزاق
محمد مرزاق (انگلیسی: Mohamed Merzaq؛ زادهٔ ۱۹۵۱) بازیکن فوتبال اهل مراکش بود.
وی به‌همراه تیم ملی فوتبال مراکش در بازی‌های المپیک تابستانی ۱۹۷۲ شرکت کرده‌است.